# Descarrilament d'O Porriño

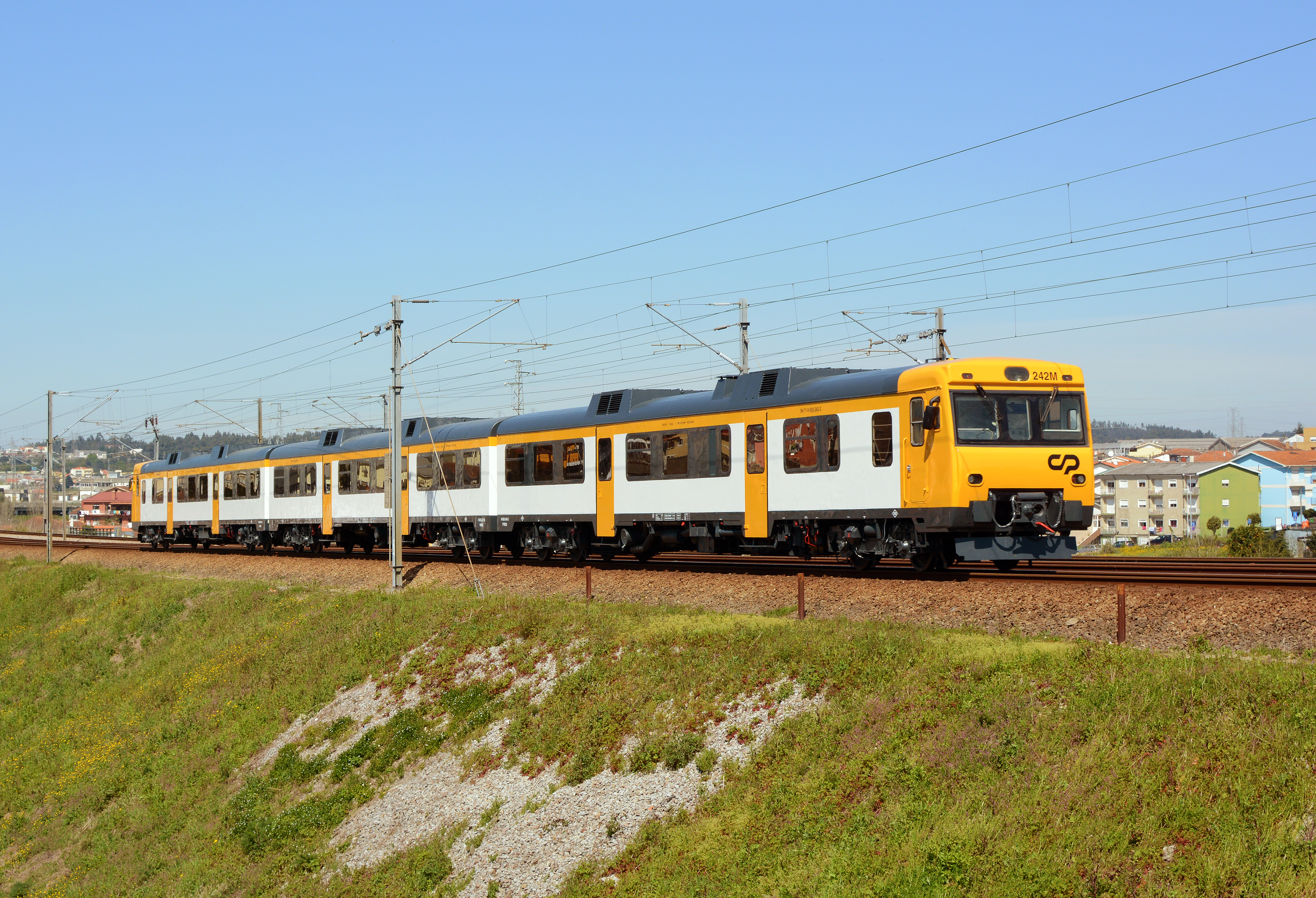
Tren de la sèrie de l'accidentat, CP 592.2

El descarrilament d'O Porriño va ser un accident ferroviari ocorregut a Galícia dins el municipi d'O Porriño, a la província de Pontevedra. Va succeir el 9 de setembre de 2016 a les 09:23 hores.
Hi van morir 4 persones incloent-hi el maquinista (de nacionalitat portuguesa), l'interventor, un turista nord-americà i un noi de Vigo. 48 viatgers més van resultar ferits. En total hi viatjaven 63 persones.
Aquest tren circulava de Vigo a Porto (Portugal)
L'accident va tenir lloc a l'entrada del municipi d'O Porriño.
El tren circulava per una via secundària a 118 km per hora en un tram on la velocitat estava limitada a 30 km per hora. Estava en un tram recte quan va descarrilar i va xocar contra uns pals i finalment va quedar encastat a una torre d'electricitat.
S'ha recuperat la caixa negra d'aquest tren que permetrà conèixer les causes de l'accident.